# Soeuria soeur
Soeuria soeur är en spindelart som beskrevs av Michael Ilmari Saaristo 1997. Soeuria soeur ingår i släktet Soeuria och familjen spottspindlar.
Artens utbredningsområde är Seychellerna. Inga underarter finns listade i Catalogue of Life.